# 게이큐 히가시카나가와역
게이큐 히가시카나가와역(일본어: 京急東神奈川駅、けいきゅうひがしかながわえき, 영어: Keikyū Higashi-kanagawa Station)은 일본 가나가와현 요코하마시 가나가와구에 위치한 철도역이다.

## 타는 곳
| 1 | ■ 본선 | 요코하마·미우라카이간 방면       |
| 2 | ■ 본선 | 하네다 공항 방면 / 시나가와 방면 |

## 역세권 정보
- 히가시카나가와역(동일본 여객철도 게이힌 도호쿠 선·요코하마 선)
- 국도 제15호선

## 역사
- 1905년 12월 24일: 나카키도역(일본어: 仲木戸駅)으로 영업 개시.
- 2020년 3월 14일: 게이큐 히가시카나가와역(일본어: 京急東神奈川駅)으로 역명 변경[1]

## 사진

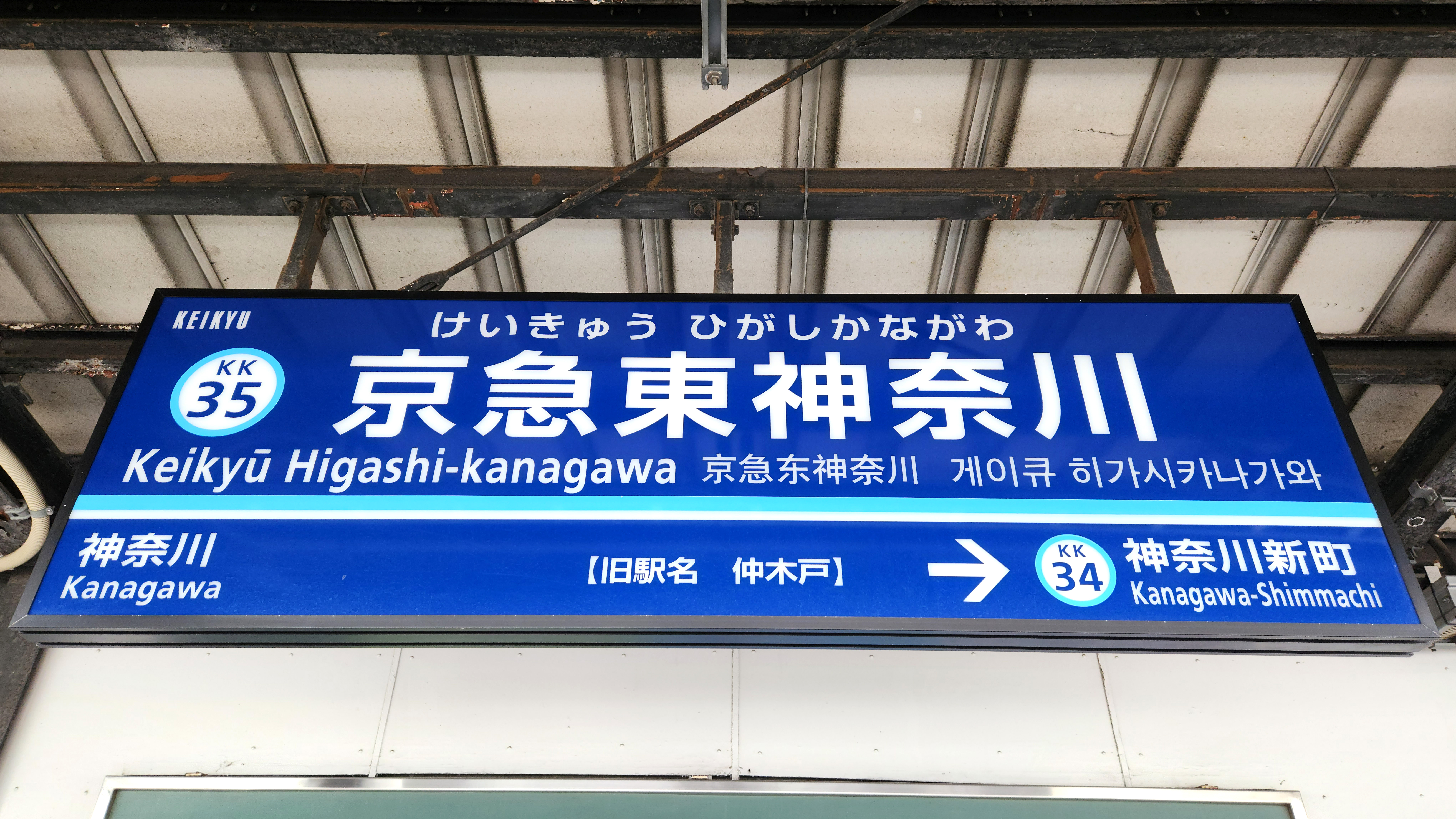
역명판(2023년 7월)
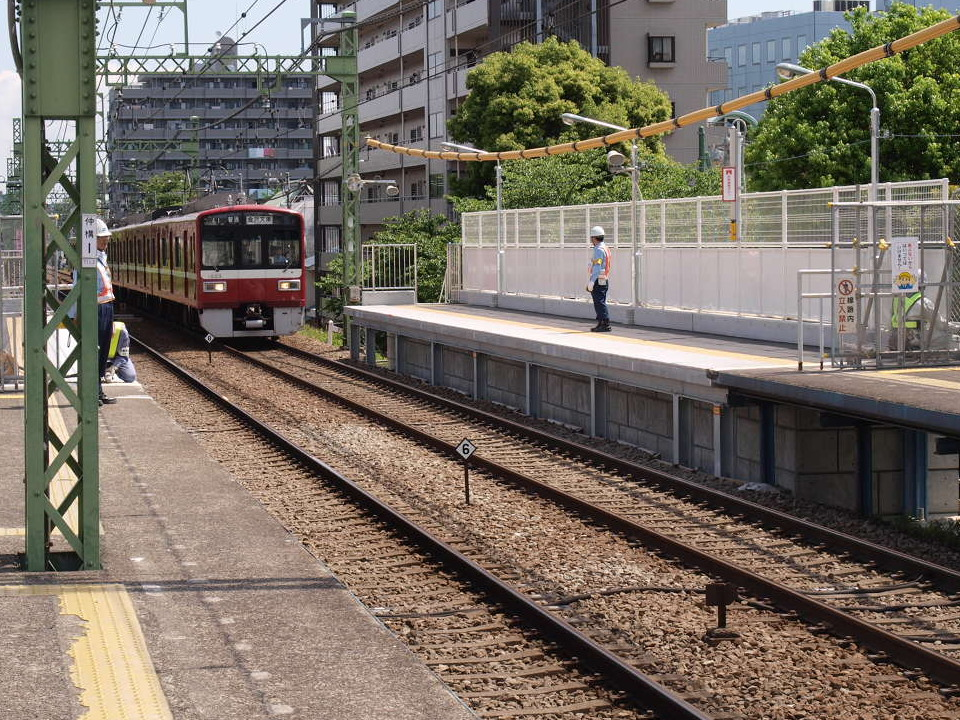
연장 공사중 승강장(2010년 5월)
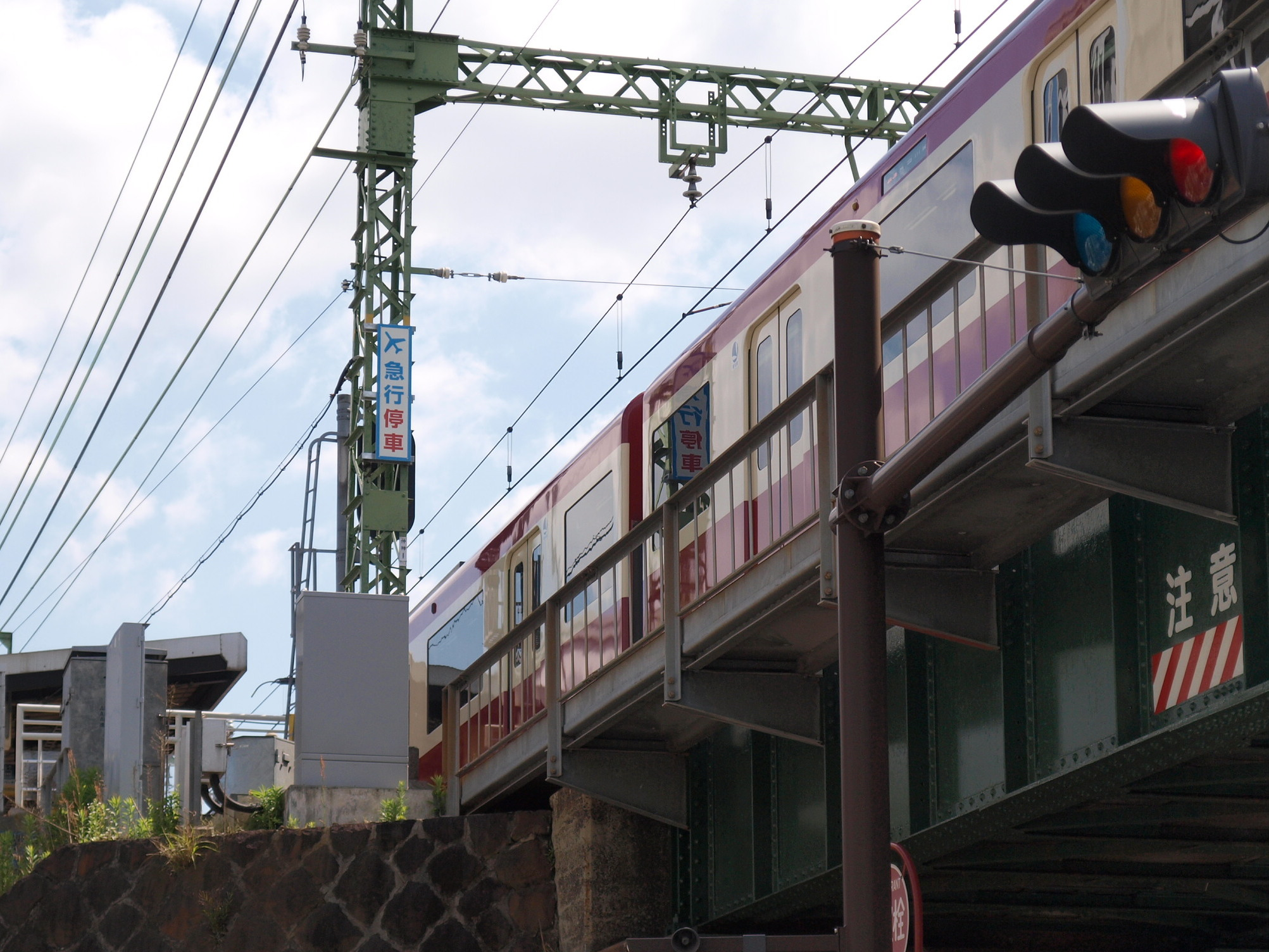
에어포트 급행 정차 표지(2010년 5월)
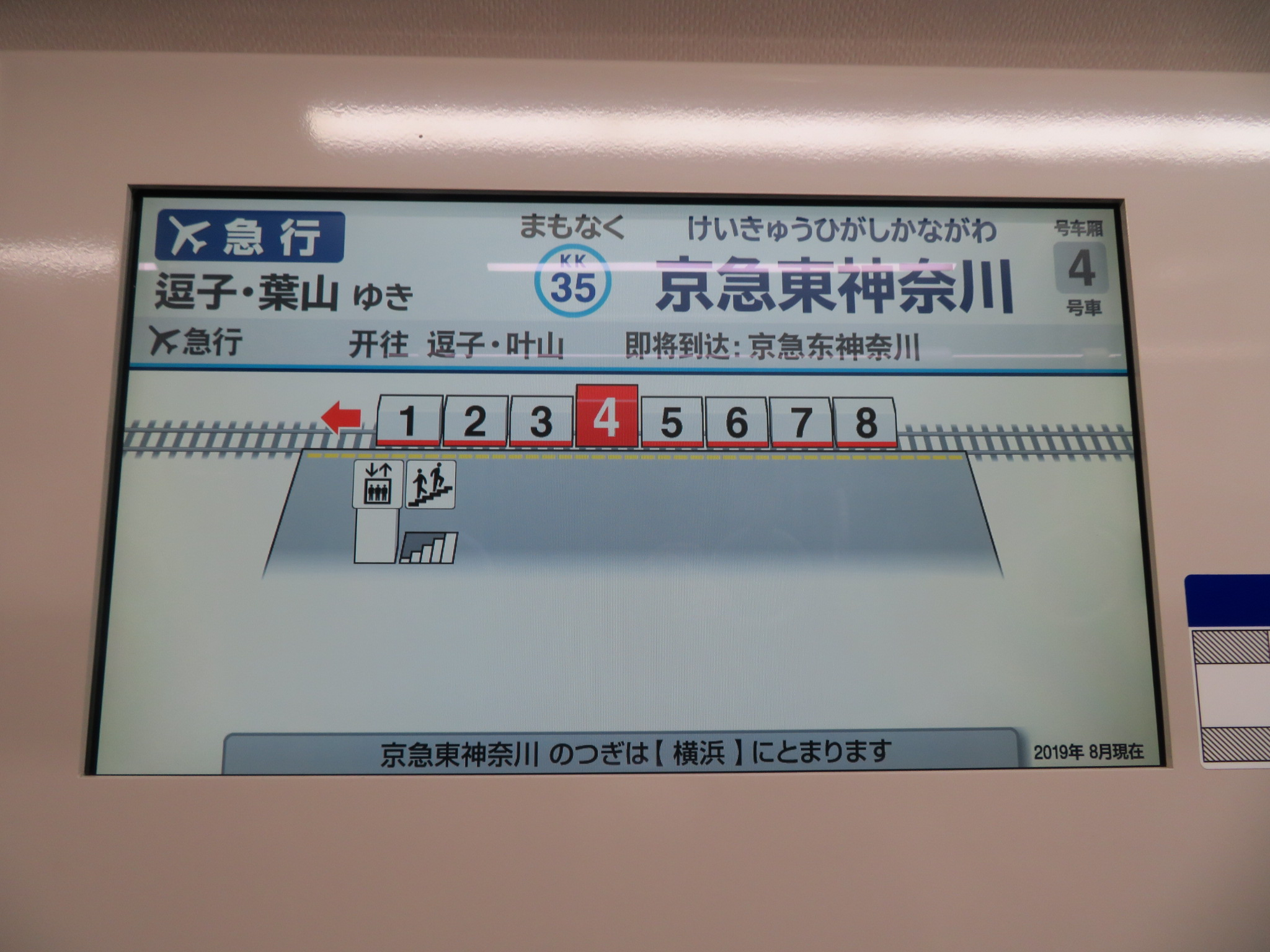
역 도착시, 즈시・하야마행 차내안내표시(2020년 3월 14일)

## 인접역
| 게이힌 급행 전철 ■ 본선                       | 게이힌 급행 전철 ■ 본선 | 게이힌 급행 전철 ■ 본선   |
| --------------------------------------------- | ----------------------- | ------------------------- |
| 가나가와신마치 하네다 공항 제1·제2터미널 방면 | ■ 에어포트 급행         | 요코하마 즈시·하야마 방면 |
| 가나가와신마치 시나가와 방면                  | ■ 보통                  | 가나가와 우라가 방면      |